# جيري لولر
جيري أونيل لولر (بالإنجليزية: Jerry O'Neil Lawler)‏ اسمه الفني Jerry "The King" Lawler (ولد في 29 نوفمبر 1949) مصارع أمريكي محترف متقاعد يعمل حاليا معلق في الراو، حصل على 163 بطولة متعددة طوال مسيرته المهنية, ومن أهمها the king of the ring التي حصل عليها 28 مرة، لكنه لم يحصل على بطولة في اتحاد المصارعة العالمية الترفيهية طوال مسيرته المهنية في الاتحاد، دخل لولر قاعة الشهرة في عام 2007.

## روابط خارجية
- جيري لولر على موقع IMDb (الإنجليزية)
- جيري لولر على موقع ألو سيني (الفرنسية)
- جيري لولر على موقع ميوزك برينز (الإنجليزية)
- جيري لولر على موقع أول موفي (الإنجليزية)
- جيري لولر على موقع قاعدة بيانات الأفلام السويدية (السويدية)
- جيري لولر على موقع إن إن دي بي (الإنجليزية)
- جيري لولر على موقع ديسكوغز (الإنجليزية)
- جيري لولر على موقع قاعدة بيانات الفيلم (الإنجليزية)
- جيري لولر على موقع كينوبويسك (الروسية)
- جيري لولر على موقع دبليو دبليو إي (الإنجليزية)
- جيري لولر على موقع WrestlingData.com (الإنجليزية)
- جيري لولر على موقع CageMatch worker (الإنجليزية)
- جيري لولر على موقع قاعدة بيانات المصارعة على الإنترنت (الإنجليزية)
- جيري لولر على موقع عالم المصارعة على الإنترنت (الإنجليزية)
- جيري لولر على موقع عالم المصارعة على الإنترنت (الإنجليزية)